# Ministère de l'Intérieur (Turquie)

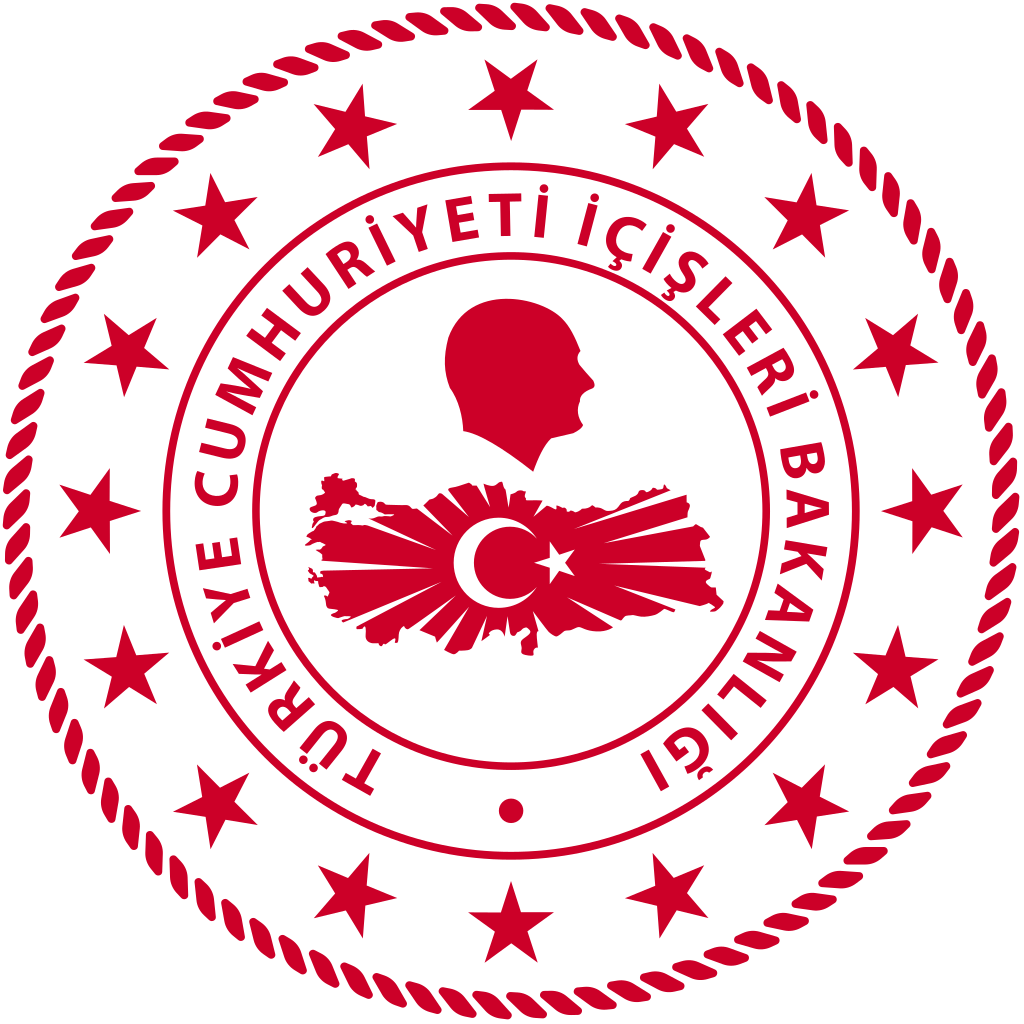
logo du ministère de l'intérieur en Turquie

Le ministère de l'Intérieur de la république de Turquie est le ministère chargé de l'intérieur du pays. Il dépend du président de la république de Turquie. Le ministre actuel est Ali Yerlikaya.

## Fonctions
Les fonctions et les pouvoirs du ministère de l’intérieur sont les suivants :
- Protéger l'intégrité indivisible du pays et de la nation, la sécurité intérieure et l'ordre du pays, l'ordre public et la moralité générale, les droits et libertés inscrits dans la Constitution en gérant les institutions de sécurité intérieure affiliées au ministère.
- Assurer la protection et la sécurité des frontières, des eaux côtières et territoriales du pays.
- Maintenir et contrôler l'ordre de circulation sur les autoroutes.
- Prévenir les crimes, traquer et attraper les criminels.
- Interdire et poursuivre toutes sortes de contrebande.
- Faire des rapports sur la politique intérieure du pays, les situations générales et particulières des provinces et faire des propositions au président de la République.
- Effectuer les services de population et de citoyenneté.
- Effectuer les services de passeport.
- Accomplir d'autres tâches assignées par des lois ou des décrets présidentiels.